# Xia Xuanze
Xia Xuanze är en kinesisk idrottare som tog brons i badminton vid olympiska sommarspelen 2000 i Sydney.